# 上秦淮西駅
上秦淮西駅（かみしんわいせいえき）は、中華人民共和国江蘇省南京市江寧区愛陵路、望遠路と明関路交差点の北側にある、南京地下鉄3号線の駅である。

## 駅名
事業着手当初は南京地下鉄集団は「和風路駅」の仮称を用いており、2023年5月24日に「上秦淮西駅」を駅名として第一次公示され、2023年8月16日に第一次公示のより駅名が「上秦淮西駅」に決定したことが発表された。

## 歴史
- 2025年3号線の駅として開業予定。

## 駅構造

### のりば
| 番線 | 路線            | 方面                                | 行先        |
| ---- | --------------- | ----------------------------------- | ----------- |
|      | 南京地下鉄3号線 | 星火路・林場・南京北駅・花旗営 方面 | 琥珀泉 行き |
|      | 南京地下鉄3号線 | 秣陵方面                            | 秣陵 行き   |

## 隣の駅
南京地下鉄
■3号線
秣周東路駅 - 上秦淮西駅 - 秣陵駅